# Kyyria
Kyyria war eine Alternative-Metal-Band aus Helsinki, Finnland.

## Geschichte
Die selbstbetitelte EP (1993) wurde auch selbst verlegt, Blessed Ravings 1994 von Zen Garden Records. Bei Spinefarm Records erschienen dann 1997 Alien und 1998 Inner Wellness, wobei das eine Album auch bei Gun Records veröffentlicht wurde und das andere bei Supersonic Records.
Als Studiomusiker spielte Sami Yli-Sirniö bei der Band. Sänger Ville Tuomi war kurzzeitig bei der finnischen Alternative-Metal-Band Suburban Tribe aktiv und übernahm 1994 Studio-Gesang sowie 1994–1995 Live-Gesang für Amorphis. Nach dem Ende von Kyyria gehörte Schlagzeuger Mika Karppinen (alias Gas Lipstick) einige Zeit zur Besetzung von HIM.

## Stil
Das von Siggi Bemm produzierte Debütalbum Alien enthielt „haufenweise saftige Midtemporocker mit Metal-Fundament“, die „stets ein Hauch von Crossover umhüllt(e)“.

## Diskografie
- 1993: Kyyria (EP)
- 1994: Blessed Ravings
- 1997: Alien
- 1998: Inner Wellness